# Rombicosidodecaedru bidiminuat girat
În geometrie un rombicosidodecaedru bidiminuat girat este un poliedru convex, poliedrul Johnson J82.
Având 42 de fețe, este un tetracontadiedru.

## Construcție
Poate fi construit prin îndepărtarea a două cupole pentagonale (J5) ale unui rombicosidodecaedru (un poliedru arhimedic), iar o a treia cupolă este rotită cu 36°. Cele trei cupole nu pot fi nici opuse, nici adiacente.

## Mărimi asociate
Următoarele formule pentru arie, A, volum, V, rază mediană, rm și rază circumscrisă, R, sunt stabilite pentru lungimea laturilor tuturor poligoanelor (care sunt regulate) a:
{\displaystyle A={\frac {5}{2}}\left(8+{\sqrt {3}}+2{\sqrt {5+2{\sqrt {5}}}}+{\sqrt {5\left(5+2{\sqrt {5}}\right)}}\right)a^{2}\approx 56,923319~a^{2},}
{\displaystyle V={\frac {5}{3}}\left(11+5{\sqrt {5}}\right)a^{3}\approx 36,967233~a^{3},}
{\displaystyle r_{m}={\sqrt {{\frac {5}{2}}+{\sqrt {5}}}}\,a\approx 2,176251~a,}
{\displaystyle R={\frac {1}{2}}{\sqrt {11+4{\sqrt {5}}}}\,a\approx 2,232952~a.}

## Poliedre înrudite
Alte poliedre Johnson construite prin îndepărtarea diferitelor cupole ale unui rombicosidodecaedru, sunt:
- rombicosidodecaedrul diminuat (J76) la care este îndepărtată doar o singură cupolă;
- rombicosidodecaedrul parabidiminuat (J80) la care sunt îndepărtate două cupole opuse;
- rombicosidodecaedrul metabidiminuat (J81) la care sunt îndepărtate două cupole care nu sunt opuse;
- rombicosidodecaedrul tridiminuat (J83) la care sunt îndepărtate trei cupole.